# Arrondi (géologie)

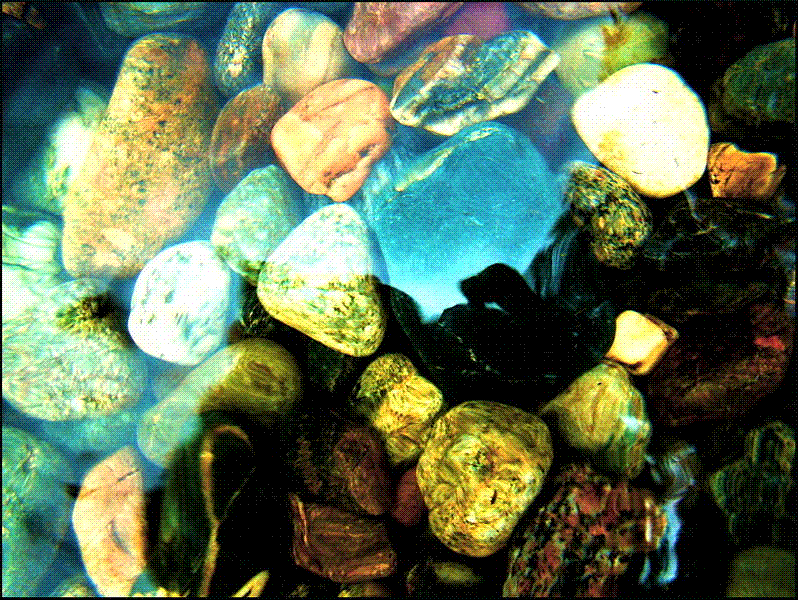
Cailloux ronds dans le lit d'un cours d'eau

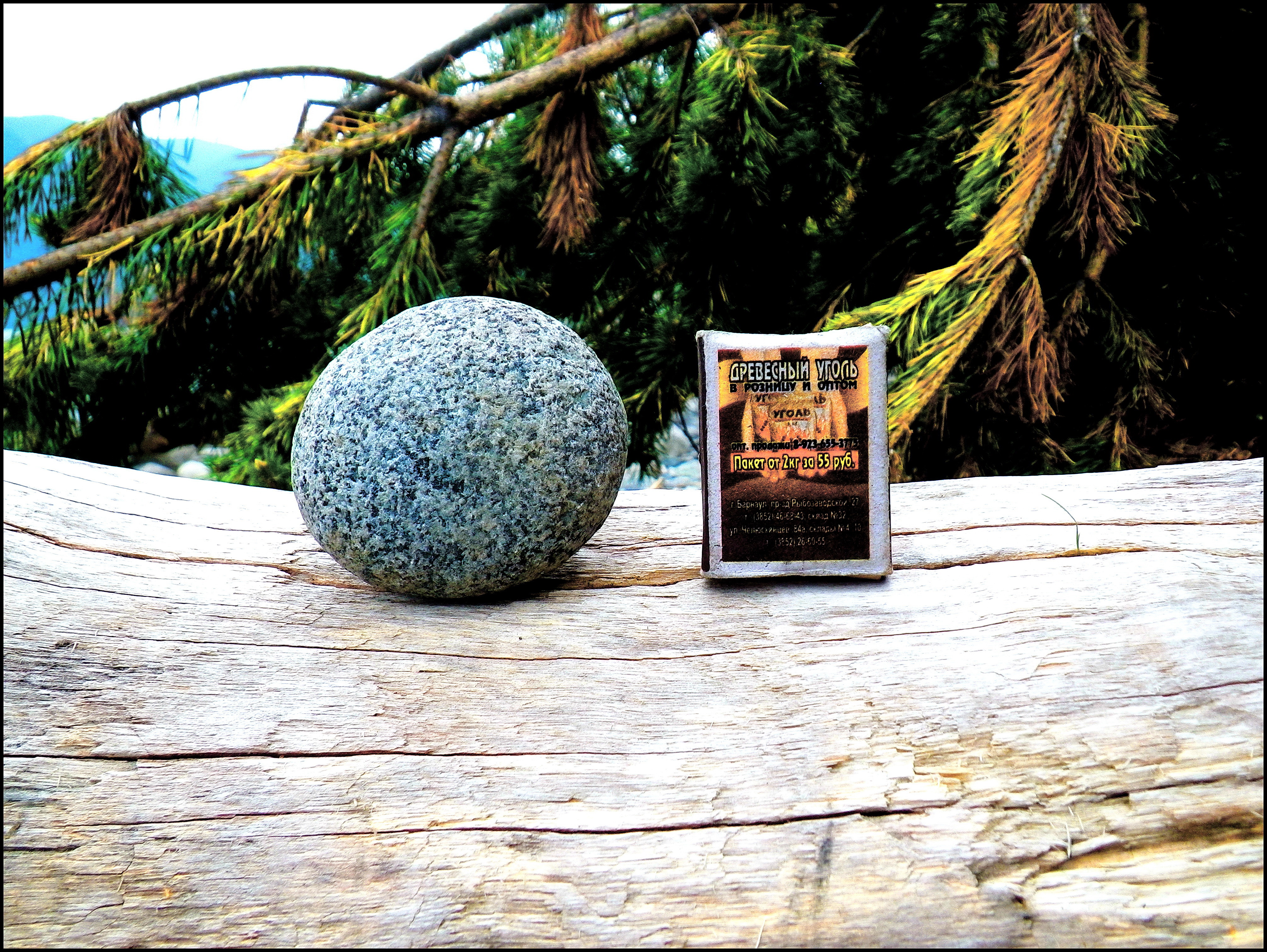
Galets bien arrondis de la plage sur le lac Teletskoïe, République de l'Altaï

Pour les articles homonymes, voir Arrondi.
L'arrondi (ou émoussé) est le degré de lissage dû à l'abrasion des particules sédimentaires. Il est exprimé comme le rapport du rayon de courbure moyen des arêtes ou des coins au rayon de courbure de la sphère maximale inscrite.

## Mesure de l'arrondi

Représentation schématique de la différence de forme du grain. Deux paramètres sont indiqués: la sphéricité (verticale) et l'arrondi (horizontal).

L'arrondi, l'angularité  (en anglais : Rounding, roundness or angularity) sont des termes utilisés pour décrire la forme des angles sur une particule (ou clast) de sédiment. Une telle particule peut être un grain de sable, un galet, ou un bloc (en anglais boulder, cobble, pebble ou sand). Bien que l'arrondi puisse être quantifiée numériquement, pour des raisons pratiques, les géologues utilisent généralement une charte visuelle simple avec jusqu'à six catégories d'arrondi :
- Très anguleux : coins pointus et irréguliers
- Anguleux
- Sub-anguleux
- Sub-émoussé
- Émoussé
- Très émoussé : coins complètement arrondis

Cette caractérisation en six catégories est utilisée dans le tableau de comparaison Shepard et Young et le tableau des Powers, mais le diagramme de Krumbein comporte neuf catégories.
L'arrondi des particules de sédiments peut indiquer la distance et le temps impliqués[réf. nécessaire] dans le transport de sédiments (en)  de la zone source à l'endroit où il est déposé.
La vitesse d'arrondi dépendra de la composition, de la dureté et du clivage minéral. Par exemple, un galet de boue (mud) molle s'arrondira beaucoup plus rapidement, et sur une distance de transport plus courte, qu'un galet de quartz plus résistant. Le taux d'arrondi est également affecté par la granulométrie (grosseur des grains) et les conditions énergétiques.
L'angularité (A) et l'arrondi (R) ne sont que deux paramètres de la complexité de la forme généralisée d'un clast (F). Une expression déterminante est donnée par:
F = f (Sh, A, R, Sp, T) où f désigne une relation fonctionnelle entre ces termes et où Sh désigne la forme, Sp la sphéricité (en)  et T la texture de surface à micro-échelle.
Un exemple de cette utilisation pratique a été appliqué à l'arrondi des grains dans le golfe du Mexique afin d'observer la distance depuis les roches mères.

## Abrasion
L'abrasion se produit dans les environnements naturels tels que les plages, les dunes de sable, les lits de rivières ou de cours d'eau par l'action du courant, de l'impact des vagues, de l'action glaciaire, du vent, de la reptation gravitationnelle et d'autres agents érosifs.
Des études récentes ont démontré que les processus éoliens sont plus efficaces pour arrondir les grains sédimentaires,. Des études expérimentales ont montré que l'angularité du quartz détritique de la taille du sable peut rester pratiquement inchangée après des centaines de kilomètres de transport fluvial.

## Valeur paléogéographique de la détermination du degré d'arrondi du matériau clastique
L'arrondi est un indicateur important de la filiation génétique d'une roche clastique. Le degré d'arrondi indique la gamme et le mode de transport du matériel clastique et peut également servir de critère de recherche dans l'exploration minérale, en particulier pour les gisements de placers.
Les débris alluviaux dans les grands fleuves ont tendance à présenter un degré élevé d'arrondi. Les alluvions des petites rivières sont moins arrondies. Les dépôts de ruisseaux éphémères présentent peu d'arrondis avec des clastes angulaires.

## Clastes arrondis dans les environnements non sédimentaires
Les dykes de galets (Pebble dikes) sont des corps semblables à des dykes trouvés dans des environnements intrusifs, généralement associés à des gisements de minerai de type porphyre (en), qui contiennent des fragments arrondis de manière variable dans une matrice finement broyée de roche pulvérisée. Les clastes proviennent de formations plus profondes dans les gîtes hydrothermaux  et ont été soulevés de manière explosive par des diatrèmes ou des brèches intrusives lorsque les eaux souterraines et/ou l'eau magmatique bouillaient. Les clastes ont été arrondis en raison de la spallation thermique, action de broyage ou de la corrosion par les fluides hydrothermaux,.
Contiennent ces dikes de galets, les gisements de minerai du district minier de Tintic (en), du  district minier de White Pine (en) et de East Traverse Mountain, Utah ; Urad, le mont. Emmons, Central City, Leadville et Ouray, Colorado ; Butte, Montana ; Silver Bell ; et Bisbee, Arizona ; le gisement de fer de Kiruna en Suède, Cuajone et Toquepala au Pérou ; El Salvador au Chili ; Mt. Morgan en Australie ; et Agua Rica (en) en Argentine.